# Henrik Berški
Henrik grof Berški (nizozemsko Hendrik van den Bergh) (* 1573 v Bremnu; † 22. maj 1638 v Zutphenu), mejni grof Bergen op Zoom in gospod Stevensweerdski, je bil španski general iz plemiške družine Leških grofov Berških.

## Življenje
Henrik, sedmi sin grofa Viljema IV. Berškega in Marije Nassauske, je kot vsi njegovi bratje stopil v špansko vojaško službo in se odlikoval zlasti pod Spinolo, tako da je po koncu dvanajstletnega premirja postal drugi najvišji poveljujoči častnik med osemdesetletno vojno v vojski nadvojvod Alberta in Izabele. Leta 1618 je šel po stopinjah svojega brata Friderika kot guverner Španskega Gelderna. Poveljeval je četam, ki so vdrle v Geldern čez zmrznjen Ijssel pozimi 1623/24 in napredovale do Edeja. Leta 1628 je postal poveljnik španske vojske, ki se je bojevala v Združenih provincah, vendar mu leta 1629 ni uspelo prebiti obleganja 's-Hertogenboscha s strani vojakov princa Friderika Henrika. Henrik je korakal do Amersfoorta, a ko je mesto Wesel - oskrbovalno točko za španske čete - zavzela nizozemska vojska, se je bil prisiljen umakniti. Okoli leta 1630 je grof Henrik stopil v stik s svojim bratrancem Friderikom Henrikom Oranskim, ker je razmišljal o prehodu na stran republike, kar se je leta 1632 tudi uresničilo. Grof Henrik je Frideriku Henriku odobril prost prehod po Meuse. Med to akcijo je bila večina Španskega Gelderna - vključno z mesti Venlo, Roermond in Maastricht - osvojena v samo osmih dneh. Takoj po zavzetju Roermonda je grof Henrik javno objavil, da je zapustil špansko stran.
Zaradi svojega vojaškega čina je postal vodja Nacionalne stranke v južni španski Nizozemski, ki so jo sestavljali večinoma bogati aristokrati. Bili so nezadovoljni z vplivom Špancev v vojski in Svetu in so razmišljali o pridružitvi Holandcem.
Stranka je bila brez podpore v ljudstvu in vojski in ni mogla iti dlje od razmišljanj. Henrik je leta 1632 pobegnil v Liège in Belgijce pozval k orožju proti Španiji in za katoliško vero. A rekrutiral jih je le nekaj.
Grof Henrik je končal svoje življenje leta 1638 in zaščitil tiste, s katerimi se je boril štirideset let. Umrl je v Zutphenu po nesreči s kočijo in je bil zadnji grof Berški, ki je bil pokopan v grofovski kripti v stari cerkvi sv. Pankracija, danes reformirani cerkvi 's-Heerenberg.

## Posesti
Iz družinske Berške posesti so mu bila dodeljena gospostva  Stevensweerd, (leta 1598 ) ter Spalbeek in Hedel (oboje leta 1609). Od leta 1616 do 1626 je uporabljal pravico na Hedelu za kovanje kovancev v Stevensweerdu.
Leta 1607 je kupil grad Ter Aa jugovzhodno od Den Boscha za svojo sestro Ano. Tja je odšla živeti, a se je naslednje leto preselila na bližnje posestvo Seldensate, ki ga je takrat kupil njun brat Adolf. Njuna sestra Šarlota je nato odšla živet v grad ter Aa. Kasneje sta se Ana in Šarlota skupaj preselili v grad Annendaal v Zgornjem Geldernu, ki ga je tam zanju zgradil grof Henrik Berški.
Leta 1618 je nasledil svojega brata Friderika kot stadtholder Zgornjega Gelderna. Istega leta je kupil gospoščine Rutten, Nederheim in Peen od svojega bratranca Filipa Viljema Oranskega-Nassauaskega, sina Viljema Oranskega.
Leta 1624 mu je španski kralj Filip IV. v zahvalo za njegove usluge podelil gospostvo Montfort. Leta 1628 je kupil gospostvo Well.

## Potomci
Leta 1612 se je poročil z Margareto Wittemsko Beerselsko (1582–1627), hčerko Janeza Wittemskega in Marije Margarete Merodske. Par je imel naslednje preživele otroke:
- Marija Elizabeta II. markiza Bergen op Zoom (1613–1671), grofica v Bergen op Zoom, ⚭ Eitel Friderik II. (Hohenzollern-Hechingen) (1601–1661)
- Herman Osvald (1614–1622)

Njegov drugi zakon je leta 1629 sklenil s Hiëronimo Katarino grofico Spaursko-Flavonsko (1600–1683). Bila je hči Jurija Friderika Spaurskega-Flavonskega. Par je imel naslednje preživele otroke:
- Elizabeta Katarina (11. februar 1632 - 20. julij 1681) ⚭ 7. avgust 1650 Johan IV. Hohenrechberški-Aichenski (tudi: Hans Rechberški) (5. junij 1631 - 1. junij 1676)
- Amalija Lucija (1633–1711) ⚭ Pavel Jakob Waldburški-Zeilski
- Vilhelmina Julijana (1638–1714)

⚭ Bernard Sayn-Wittgensteinski (30. november 1620 – 13. december 1675)
⚭ Karel Evgen Croÿski (1651–1702)
Od druge neznane ženske:
- Ana Marija Elizabeta (1600–1653) ⚭ Bernard Albreht Limburški-Bronkhorstski (29. avgust 1597 - 9. oktober 1637), sin Jobsta Limburškega-Styrumskega
- Herman Friderik Berški (1600–1669) ⚭ 16. december 1632 Josina Löwensteinska-Wertheimska -Rochefortska (* 1615; † 25. december 1683)

## Spletne povezave
- Družinsko drevo